# The Ballad of High Noon
«The Ballad of High Noon» («Баллада о полуденном часе»), или «Do Not Forsake Me» («Не оставляй меня») — песня Дмитрия Тёмкина и Неда Вашингтона, написанная в 1952 году.
Песня была написана специально для фильма Фреда Циннемана «Ровно в полдень», где её исполнял кантри-певец Текс Риттер. Текст представляет собой внутренний монолог главного героя фильма шерифа Уилла Кейна, перед которым стоит выбор: в одиночку принять бой с бандой Фрэнка Миллера или скрыться и спасти свою жизнь.

The noonday train will bring Frank Miller.

If I’m a man I must be brave

And I must face that deadly killer

Or lie a coward, a craven coward,

Or lie a coward in my grave.

(Примерный перевод: «Полуденный поезд привезёт Фрэнка Миллера. / Если я мужчина, то я должен быть храбрым / И я должен встать лицом к лицу с убийцей / Или лежать трусом, малодушным трусом, / Или лежать трусом в своей могиле».)
В 1953 году Тёмкин и Вашингтон были удостоены премии «Оскар» за лучшую песню. Песня стала одной из наиболее известных песен того времени.